# HY Волка
HY Волка (лат. HY Lupi) — быстрая* новая, двойная катаклизмическая переменная звезда (N)* в созвездии Волка на расстоянии (вычисленном из значения параллакса) приблизительно 22355 световых лет (около 6854 парсеков) от Солнца. Видимая звёздная величина звезды — от менее +17m до +7,97m. Вспышка новой произошла 19 сентября 1993 года, первым обнаружил W. Liller*.

## Характеристики
Первый компонент — аккрецирующий белый карлик.